# Juan de Padilla (m. 1468)
Juan de Padilla (m. Calatañazor, Soria, 1468), adelantado mayor de Castilla y poeta.

## Biografía
Era primogénito de Pedro López de Padilla III, señor de Calatañazor y de Coruña del Conde, y su esposa Leonor Sarmiento, que era hija de Pedro Ruiz Sarmiento, señor de Salinas y mariscal de Castilla, y Juana de Guzmán. Fue criado en la casa real y en 1428 aparece acompañando al condestable Álvaro de Luna a su regreso a la Corte, tras el primer destierro en la villa de Ayllón. Ese mismo año intervino en los festejos organizados en Valladolid para celebrar el matrimonio de la infanta Leonor de Aragón con el primogénito del rey portugués y fue uno de los caballeros que supervisaron el enfrentamiento entre Luis de Falces y Gonzalo de Guzmán. Luego integró la comitiva que acompañó a la infanta en su viaje hasta Portugal, donde aparece como criado y doncel del rey Juan II.
En 1431 estuvo presente en la expedición de la tala de la Vega de Granada y en la victoria de La Higueruela. La Refundición del Halconero da cuenta de él como uno de los «continos de la casa del Rey» que participaban en la empresa. En la Crónica de Don Álvaro de Luna, Juan de Padilla figura entre los hombres del condestable en las batallas de Granada. En 1432 residía en Fresdelval y mantuvo un fuerte enfrentamiento con el alcaide del castillo, Sancho de Estúñiga, contienda que ni el propio obispo Pablo de Santa María pudo apaciguar. Participó en la conquista de las plazas de Benamaurel y Benzalema (1433) y, muy probablemente, estuvo entre las tropas que acorrieron a Rodrigo Manrique tras la toma de Huéscar. En 1435, con ciertos «criados suyos de que mucho confiaba», comandó uno de los contingentes destinado a tomar por asalto la villa de Huelva. Cuando se vio que la operación iba a resultar infructuosa, el capitán Fernán Álvarez de Toledo decidió atacar la vega de Guadix con 1500 jinetes, pero entonces un grupo de moros salió de Guadix para tomar por sorpresa a los cristianos. Muerto su caballo, Juan de Padilla fue herido de una lanzada muy grande en el muslo y, a pesar de los consejos para que abandonase la lid, continuó luchando hasta caer en tierra por la pérdida de sangre. Salvó su vida gracias al rescate de Fernán Álvarez y sus dos hombres de armas.
En 1440 el rey nombró a Juan de Padilla camarero de las armas del príncipe Enrique, quien en un documento de 1444 lo incluyó entre otros caballeros «muy leales e bien amados del Rey mi señor e mios». Su matrimonio con Mencía Manrique, hija del adelantado mayor de Castilla Gómez Manrique, le permitió incorporar a sus dominios los señoríos de Santa Gadea, Sotopalacios y Villaveta. En 1445 participó en la batalla de Olmedo y fue recompensado con 150 vasallos de los lugares confiscados a quienes habían apoyado al bando perdedor. Ese mismo año Juan II le autorizó a él y a su mujer que pudiesen nombrar escribanos y notarios en su merindad del río de Ubierna y, tres años después, le entregó la alcaidía de Haza de Siero. A la muerte de su padre en 1447 heredó, entre otras propiedades, el señorío de Calatañazor, la mitad del señorío jurisdiccional de Coruña del Conde, las casas y heredades de La Barbolla y Río Castro, en el término de Calatañazor, junto con las restantes propiedades en esta villa, las heredades de Marchamalo y Alaminos, en tierra de Guadalajara, la merced regia de 20 excusados etc. Su economía estaba también saneada: recibía de las rentas reales 46 000 maravedís en concepto de salvado, en la merindad de Castrojeriz, 54 000 maravedís para su propio mantenimiento y 51 000 marevedís para el mantenimiento de 34 lanzas.
En junio de 1450 el monarca lo nombró frontero en Miranda, junto al hijo del conde de Haro, para defender a los burgaleses de los ataques del reino de Navarra, que contaba con la ayuda del rebelde Pedro Sarmiento. Aunque en septiembre ambos capitanes lograron desbaratar las tropas de Pierres de Peralta, poco después Juan de Padilla aparece entre los castellanos que habían caído prisioneros y que Carlos de Viana, por acuerdo con el monarca castellano, se comprometió a liberar. En 1453 recayó en él la tarea de vigilar la casa del hijo del condestable Álvaro de Luna, caído en desgracia y preso en Burgos desde abril, quien en estas circunstancias habló de Padilla como un «noble caballero así por linaje como por fechos e por condiciones». Ese mismo año aparece como representante del rey en la concordia de Valladolid, que pretendía aplacar los conflictos internos del reino de Navarra. Por entonces era camarero del rey y miembro del Consejo Real. Juan II hizo testamento el 8 de julio de 1454 y, además de nombrarlo a Padilla uno de sus albaceas testamentarios, le encargó la tutoría del príncipe Alfonso junto con Gonzalo Illescas y Lope de Barrientos. Además, asumiría como condestable de Castilla en caso de que muriese Ruy Díaz de Mendoza y en tanto el infante Alfonso no cumpliese los catorce años. Al año siguiente estuvo entre los acompañantes del féretro de Juan II hasta su tumba en la Cartuja de Miraflores.
Los asuntos políticos no le impidieron atender la administración de sus dominios y posesiones. Así, el 20 de enero de 1456 compró al marqués de Villena, Juan Pacheco, el oficio de adelantado mayor de Castilla. El nuevo monarca Enrique IV confirmó el traspaso el 6 de febrero y tres años después, el 9 de febrero de 1458, expidió desde Madrid un privilegio rodado de esta merced. Es posible que la operación haya tenido que ver con la venta que Juan de Padilla y su cuñada Teresa de Haro, ya viuda, realizó de la villa de Coruña del Conde a Juan Pacheco, en algún momento entre 1456 y 1468. En calidad de adelantado, el 1 de mayo de 1461 se puso al frente de las tropas burgaleses que iban a la guerra con Navarra. Las tropas castellanas rindieron La Guardia, Los Arcos, San Vicente y Viana, pero no lograron hacerse con Lerín y fueron licenciadas por el rey ese mismo verano. En 1462 aparece junto a Pedro Sarmiento y Diego de Rojas intentando mediar, sin éxito, en las disputas que se daban en la ciudad del Arlanzón entre sus ciudadanos. Dos años después, en 1464, acuerda el matrimonio de su hijo Pedro López de Padilla con Isabel Pacheco, hija del marqués de Villena, dotándola con 1 500 000 maravedís anuales por juros de heredad salvados en las rentas reales.

Juan de Padilla secundó a la nobleza levantisca que proclamó rey de Castilla al infante Alfonso, de tan solo 12 años. Como respuesta, el 1 de abril de 1464 Enrique IV instó a los territorios burgaleses y riojanos bajo su control a sublevarse contra él y no reconocer su autoridad. Un mes después ordenó al conde de Haro, nuevo gobernador de la tierra de Burgos y todo su obispado, confiscar todas sus propiedades. Lo cierto es que Padilla asistió a la junta celebrada por los nobles en Burgos a fines de septiembre y en la primavera de 1465 tuvo un protagonismo destacado al defender exitosamente, junto al obispo de Burgos Luis de Acuña, la estratégica plaza de Arévalo, donde estaban refugiados el infante don Alfonso y su madre Isabel de Portugal. Su nombre aparece entre los caballeros que Enrique IV, el 15 de julio de 1465, prometió indultar si volvían a su obediencia en un plazo de cinco días.
El 4 de enero de 1468, en el castillo de Calatañazor, Juan de Padilla redactó su testamento estando «muy flaco e trabajado de enfermedad». En él se titulaba adelantado mayor de Castilla y miembro del Consejo Real. Su muerte fue conocida a principios de abril por la nobleza rebelde reunida en una junta en Valdestillas y su persona recibió semblanzas claramente laudatorias: «muy noble e virtuoso cavallero, (...) de claro linaje, (...) a quien el rey don Iohan por sus virtudes mucho amo», «sin dubda noble caballero, así por linaje como por fechos e condiciones», «fue este grande hombre muy gentilhombre, tanto, que en su tiempo no se hallava otro más dispuesto y de mayor coraçon». Dejándole en manos de su esposa la decisión sobre dónde había de ser enterrado, Mencía Manrique eligió como destino el monasterio jerónimo de Fresdeval; allí ambos fueron depositados en sepulturas cubiertas con losas negras y portando el escudo de los Padilla el de Juan, de los Manrique y Rojas el suyo.

## Matrimonio y descendencia
Contrajo matrimonio con Mencía Manrique, hija mayor del adelantado mayor castellano Gómez Manrique y de su esposa Sancha de Rojas. Tuvieron al menos tres hijos:
- Pedro López de Padilla, que sucedió en el mayorazgo y el adelantamiento y casó con Isabel Pacheco, hija legitimada del marqués de Villena.[26]
- Ana de Padilla, que casó con Luis de Velasco, señor de Belorado, Val de San Vicente, Oja-Castro y La Puebla de Arganzón, un hijo de Pedro Fernández de Velasco —I conde de Haro— y de su esposa Beatriz Manrique de Lara.[27]
- Mariana de Padilla, de la que poco se sabe.[26]

## Obra poética
El repertorio póetico de Juan de Padilla alcanza la decena de composiciones, con méritos suficientes para que se incluyeran en el Cancionero de Estúñiga (c. 1460) y en el Cancionero de Palacio (c. 1470). Toda su poesía es de carácter amoroso pero marcado por una visión pesimista de queja y lamento. La mujer es interpelada mediante el vocativo «señora», que cobra especial relevancia cuando funciona como elemento anafórico al comienzo de las distintas estrofas. Tampoco falta el recurso al humor y la ironía, pero sobre todo es destacable el uso que hace de la cita, poco usual en la poesía cancioneril en general. Padilla recupera un exitoso verso suyo en más de una ocasión e incluye refranes en sus poemas; este tipo de expresiones pueden citarse literalmente, modificarse ligeramente para adaptarse a la medida y la rima de la pieza o de una manera drástica, al punto de que apenas se llegue a percibir el eco del refrán.